# Душети
Душе́ти (груз. დუშეთი) — город в Грузии, расположенный в крае Мцхета-Мтианети. Административный центр Душетского муниципалитета.

## Расположение
Душети расположен в 33 км к северу от железнодорожной станции Мцхета (линия Тбилиси—Хашури) и в 7 км от Военно-Грузинской дороги.

## История
Душети впервые упоминается в грузинских письменах в 1215 году.
В XVII веке он служил резиденцией местных горных господ — грузинских князей Эристовых-Арагвских. В 1801 году русские заняли его и предоставили Душети статус города. В следующем году он стал центром уезда Душет.
В мае 1829 года Душети посетил А. С. Пушкин. Здесь между ним и местным городничим Ягушовым произошло недоразумение, разбиравшееся позже в Тифлисе.
В 1859 году в Душети имелось 375 дворов (230 армянских и 154 грузинских) и 91 лавка, а также госпиталь на 150 человек. Жители занимались садоводством и разведением виноградников, под коими находилось до 15 десятин земли. Ежегодно поселение давало до 3200 ведер вина. Помимо этого, существовало, но не было развито шелководство. Имелся завод глиняной посуды, а также завод по производству черепицы, две красильни, 12 ткацких станков и несколько печей для выжигания извести
В городе и его окрестностях есть места битв во время русской революции 1905 года, восстания крестьян в 1918 году и вооруженного столкновения в 1924 году.
Город известен своим производством хинкали.

## Население
В 1859 году в городе насчитывалось 2350 жителей, большинство из которых составляли армяне. В 1893 году в городе насчитывалось: 1158 армян, 741 грузин, 62 русских, 26 имеретинца, 18 осетин.
По данным первой всеобщей переписи населения 1897 года в городе проживало 2 566 чел. Национальный состав выглядел следующим образом, чел.:
- Грузины — 1 523 (59,35 %),
- Армяне — 469 (18,28 %),
- Славяне (в основном русские, а также украинцы, белорусы) — 378 (14,73 %),
- Осетины — 61 (2,38 %),
- Мингрелы —  45 (1,75 %),
- Поляки — 18 (0,7 %),
- Татары (азербайджанцы)[Комм. 1] — 18 (0,7 %),
- Немцы — 7 (0,27 %),
- Представители других народностей — 47 (1,83 %).

## Религия
По состоянию на 1859 год, согласно «Гeогpaфичeско-стaтистичecкому cлoваpю Рoссийcкой Импepии», в городе насчитывалось 5 церквей: две армянские, две грузинские и одна русская (построенная в 1859 году). Помимо этого, согласно тому же словарю, имелись еще развалины трёх церквей.

## Связь
- Местный телеканал «Душети»,
- Региональная газета «Мцхета-Мтианети».

## Достопримечательности
- Памятник Важе-Пшавеле, грузинскому писателю и поэту, родившемуся в селении Чаргали, в 36 км северо-восточнее Душети;
- Церковь святого Николая;
- Церковь святого Григола.

Есть несколько замечательных мест в окрестностях Душети, таких как замок Ананури и озеро Базалети.

## Знаменитые уроженцы Душети
- Абашидзе, Василий Алексеевич (1854—1926) — актёр театра и кино.
- Алиханян, Исаак Семёнович (1876—1946) — актёр театра [7].
- Бугаев, Николай Васильевич (1837—1903) — учёный-математик и философ.